# Фундениј Ној (Галац)
Фундениј Ној (рум. Fundenii Noi) насеље је у Румунији у округу Галац у општини Фундени. Oпштина се налази на надморској висини од 16 m.

## Становништво
Према подацима из 2002. године у насељу је живело 823 становника, од којих су сви румунске националности.